# Fondation KPC pour l'humanitaire
La Fondation KPC pour l’Humanitaire est une fondation guinéenne humaniste philanthropique créée en 2010. Son but est d’initier et de promouvoir des actions d’entraide et de solidarité en vue de contribuer au développement socio-économique de la Guinée.
Elle focalise ses forces sur les personnes les plus vulnérables à savoir :
les femmes, les enfants, les personnes âgées et les personnes handicapées.
Cette fondation cherche à créer un maximum d'emplois afin de lutter contre le chômage des jeunes.
Son siège se trouve dans le quartier d'Almamiyah situé à Kaloum, commune de centre-ville de la capitale Conakry.

## Missions
- Éducation : secours aux enfants orphelins d'Ebola, par l'offre de plus de 20 000 cahiers et la rénovation des écoles)[1].
- Santé : programme de développement des hôpitaux de la capitale Conakry à travers l’octroi de kits pour nourrissons, de moustiquaires imprégnées d’insecticides, de savons et de pagnes aux nourrices[2],[3].
- Sécurité : aide aux policiers de Conakry afin de renforcer la sécurité routière et la fluidité au niveau de la circulation avec 15 motos[4].
- Infrastructures : aide à la communauté par la construction de mosquées, d'écoles, de pistes rurales, de point d’eau, de centres de santé, etc.[5],[6],[7].
- Assainissement : soutien de la communauté dans le nettoyage des espaces publics et privés de la capitale[8].
- Culture : valorisation de la culture africaine de Guinée acteurs du cinéma, les musiciens, les miss, les étudiants, etc.[9],[10],[11].

## Financement
- La fondation est financée par Kerfalla Person Camara de son entreprise Guicopres.
- Cette organisation travaille avec d'autres fondations et contributeurs sur des projets comme l’éducation[6].

## Historique
- 2010 : création de la fondation KPC pour l'Humanitaire,
- 2012-2013 : ralentissement des activités de la Fondation à la suite du gel des activités du groupe Guicopres

## Contributions importantes
- En 2010 : 
  - Don de plus de 10 000 urnes au gouvernement Guinéen pendant les élections[12].
  - Construction de la mosquée centrale de Coyah[7].
- En 2015 : 
  - Don de 20 000 dollars au Comité des Supporteurs du Syli National[13],[14].
  - Don de 20 000 cahiers à l’UNICEF au profit des orphelins des familles victimes d’Ebola.